# Felix Bacher
Felix Bacher (Lienz, 25 ottobre 2000) è un calciatore austriaco, difensore dell'Estoril Praia.

## Carriera

### Club
Cresciuto nel settore giovanile del Wacker Innsbruck, esordisce in prima squadra il 26 luglio 2019, disputando l'incontro di 2. Liga perso per 2-0 contro il Vorwärts Steyr. Il 31 gennaio 2020 viene acquistato dal Friburgo, che lo aggrega alla propria squadra riserve. Il 31 maggio 2021 fa ritorno in patria, tra le file dello WSG Tirol.
Nel 2024 si trasferisce all'Estoril Praia, club della prima divisione portoghese.

### Nazionale
Ha rappresentato le nazionali giovanili austriache.

## Statistiche

### Presenze e reti nei club
Statistiche aggiornate al 28 agosto 2022.
| Stagione           | Squadra             | Campionato         | Campionato | Campionato | Coppe nazionali | Coppe nazionali | Coppe nazionali | Coppe continentali | Coppe continentali | Coppe continentali | Altre coppe | Altre coppe | Altre coppe | Totale | Totale |
| Stagione           | Squadra             | Comp               | Pres       | Reti       | Comp            | Pres            | Reti            | Comp               | Pres               | Reti               | Comp        | Pres        | Reti        | Pres   | Reti   |
| ------------------ | ------------------- | ------------------ | ---------- | ---------- | --------------- | --------------- | --------------- | ------------------ | ------------------ | ------------------ | ----------- | ----------- | ----------- | ------ | ------ |
| 2018-2019          | Wacker Innsbruck II | 1L                 | 20         | 0          |                 | -               | -               |                    | -                  | -                  |             | -           | -           | 20     | 0      |
| 2019-gen. 2020     | Wacker Innsbruck    | 1L                 | 15         | 0          | CA              | 3               | 0               |                    | -                  | -                  |             | -           | -           | 18     | 0      |
| gen.-giu. 2020     | Friburgo II         | RL                 | 3          | 0          |                 | -               | -               |                    | -                  | -                  |             | -           | -           | 3      | 0      |
| 2020-2021          | Friburgo II         | RL                 | 20         | 1          |                 | -               | -               |                    | -                  | -                  |             | -           | -           | 20     | 1      |
| Totale Friburgo II | Totale Friburgo II  | Totale Friburgo II | 23         | 1          |                 | -               | -               |                    | -                  | -                  |             | -           | -           | 23     | 1      |
| 2021-2022          | WSG Tirol           | BL                 | 20         | 0          | CA              | 2               | 0               |                    | -                  | -                  |             | -           | -           | 22     | 0      |
| 2022-2023          | WSG Tirol           | BL                 | 5          | 0          | CA              | 1               | 0               |                    | -                  | -                  |             | -           | -           | 6      | 0      |
| Totale carriera    | Totale carriera     | Totale carriera    | 83         | 1          |                 | 6               | 0               |                    | -                  | -                  |             | -           | -           | 89     | 1      |